# Wandering Son
Wandering Son (яп. 放浪息子 Хо:ро: мусуко, «Блудный сын») — написанная и проиллюстрированная Такако Симурой манга, выходившая в ежемесячном сэйнэн-журнале Comic Beam с 2002 по 2013 год. Первый танкобон манги был опубликован издательством Enterbrain в июле 2003 года; последний, пятнадцатый, вышел в августе 2013 года. Для выпуска на английском языке серия лицензирована компанией Fantagraphics Books, в Северной Америке первый том был опубликован в 2011 году. Трансляция аниме-адаптации Wandering Son, созданной студией AIC под руководством режиссёра Эя Аоки, прошла в программном блоке noitaminA телевизионной сети Fuji Television с января по март 2011 года.
Центральными героями произведения являются Сюити Нитори — мальчик, который хочет быть девочкой, и Ёсино Такацуки — девочка, желающая стать мальчиком. В Wandering Son поднимаются различные вопросы, связанные с темами полового созревания, трансгендерности и гендерной идентичности. Изначально Симура планировала создать мангу о девушке, ученице старшей школы, желающей стать юношей, но потом решила, что мальчик допубертатного возраста, мечтающий стать девочкой, столкнётся с куда большим количеством проблем, связанных со взрослением, и изменила сюжет в соответствии с этой моделью. На десятом фестивале Japan Media Arts, прошедшем в 2006 году, манга Wandering Son включена жюри в список рекомендуемых работ. Серия получила одобрительные отзывы за использование темы трансгендерного перехода в качестве основы сюжета, однако факт того, что персонажи-подростки ведут себя нереалистично по-взрослому, подвергся критике.

## Сюжет
История начинается с того, что ученик пятого класса начальной школы Сюити Нитори переводится в новую школу, где становится другом Ёсино Такацуки. Вскоре Ёсино узнаёт о желании Сюити быть девушкой, а Сюити — о желании Ёсино стать мальчиком. В числе новых друзей Нитори оказываются и две другие девочки, сразу высказавшие ему свои симпатии, — Канако Саса и Саори Тиба, последняя из которых даже призывает мальчика носить женскую одежду.
После перехода в шестой класс начальной школы Ёсино начинает носить короткую «мальчишескую» причёску, а Сюити знакомится с Макото Аригой, мальчиком, который, как и он, хочет быть девушкой. Нитори и Такацуки встречают трансгендерную женщину Юки, проживающую с любимым человеком по имени Сиина. У двоих подростков и двоих взрослых складываются дружеские отношения. Махо, старшая сестра Сюити, становится моделью и обретает новых друзей в лице своих коллег Майко, Анны Суэхиро и Тамаки Сато. Махо начинает встречаться с Рику Сэей; Сюити признаётся в любви Ёсино, но та не отвечает взаимностью. Вскоре после этого Саори признаётся Сюити в любви, но теперь уже он отвергает её внимание.
В средней школе главные герои знакомятся с новыми сверстниками: Тидзуру Сирасиной и её подругой Момоко Сираи. Со временем ранее вспыхнувший конфликт между Саори, Ёсино и Сюити сходит на нет, хотя первая и признаёт, что недолюбливает Момоко и Ёсино. Сюити начинает встречаться с Анной Суэхиро.
На втором году обучения в средней школе Сюити и его друзья проходят новое распределение по классам. С Симпэем Дои, который раньше дразнил его за желание быть девочкой, Сюити становится другом. После замечания Саори, Ёсино отращивает длинные волосы и в течение короткого промежутка времени посещает школу в мужской униформе. Когда же в женской одежде в школу приходит Сюити, мальчика высмеивают, из-за чего тот некоторое время не посещает занятия. Вскоре Сюити снова начинает ходить в школу, к тому моменту уже расставшись с Анной. Ёсино снова начинает носить «мальчишечью» причёску, а Сюити, наоборот, начинает отращивать волосы.
К моменту перехода в третий класс средней школы у Сюити начинает грубеть голос; мальчик снова выбирает короткий стиль причёски. Школьники совершают поездку в Киото и Нару. Сюити вместе с Макото и Дои переходит в одну старшую школу, а Ёсино и Саори в другую, причём в ту, где нет строгих требований по ношению формы. Саори начинает встречаться с Фумией Ниномией; Ёсино — работать в том же модельном агентстве, что и Анна, а Сюити — работать в кафе (откуда впоследствии увольняется). Нитори и Суэхиро снова начинают встречаться.
Ёсино признаётся в своих романтических чувствах к Сюити и в нежелании больше позиционировать себя как мальчика, Сюити же свою позицию по данному вопросу не меняет и продолжает встречаться с Анной. По окончании школы Сюити вместе с Дои поступает в один колледж; Нитори пишет полуавтобиографический роман «Я — девушка» (яп. ぼくは、おんなのこ Боку ва, онна-но ко).

## Медиа-издания

### Манга
Манга Wandering Son, написанная и проиллюстрированная Такако Симурой, выходила с декабря 2002 года по август 2013 года в ежемесячном сэйнэн-журнале Comic Beam и стала одной из самых продолжительных работ, выходивших в нём. В формате танкобонов манга выпускалась издательством Enterbrain под импринтом «Beam Comix» с 25 июля 2003 года; последний, пятнадцатый, том был опубликован в августе 2013 года. Wandering Son стала одной из нескольких манг, доступных с декабря 2009 года в сервисе PlayStation Store для игровой системы PlayStation Portable.
В интервью, данном в августе 2003 года, Такако Симура заявила, что тема Wandering Son схожа с сюжетом второй части её предыдущей манги Shikii no Juunin, один из персонажей которой, учитель Кэнтаро Канэда, перенесён автором в новую работу, поскольку очень ей понравился.
Изначально Симура планировала создать мангу о девушке, ученице старшей школы, желающей стать юношей, но потом поняла, что мальчик допубертатного возраста, мечтающий стать девочкой, столкнётся с куда большим количеством проблем, связанных со взрослением, и соответственно изменила сюжет. Благодаря этому стало возможным более детальное рассмотрение проблемы и характеров персонажей. Оригинальное японское название 放浪息子 (Хо: ро: мусуко) является каламбуром словосочетания 放蕩息子 (Хо: то: мусуко), буквально означающее «сын, чьи моральные устои пошатнулись».
Симура подбирала имена для своих персонажей, просматривая словари имён, слегка изменяя имена знакомых ей людей, используя названия железнодорожных станций. Из всех персонажей наиболее симпатичным для автора является Канако Саса. Для дизайна одежды женских персонажей Симура изучала различные модные журналы для девочек-подростков, в частности Nicola. В послесловии к первому тому манги Симура написала, что её персонажи не особо отличаются друг от друга, кадры слишком белы и в сюжете присутствует много пафоса.
Для выпуска на английском языке серия лицензирована компанией Fantagraphics Books, первый том в твёрдом переплёте был издан в 2011 году. Представитель Fantagraphics Books Гэри Грот в своём интервью касательно лицензирования заявил, что «это не типичный выбор для издания манги в США и не типичная тема обсуждения в комиксах в целом», а также добавил, что тема «совершенно легальна… в литературе или комиксах»; компания твёрдо намерена опубликовать мангу с начала до конца. Предпремьерная продажа первого тома манги состоялась на фестивале Toronto Comic Arts в мае 2011 года: все заранее заготовленные книги были раскуплены за первые два часа.
Серия также лицензирована компаниями Haksan Culture Company в Южной Корее и Ever Glory Publishing в Тайване.
| № | На японском языке: дата публикации | На японском языке: ISBN |
| --- | ---------------------------------- | ----------------------- |
| 1 | 25 июля 2003 года                  | ISBN 978-4-7577-1522-6  |
| Главы 1—8 |                                    |                         |
| Сюити Нитори переходит в новую школу, где становится другом Ёсино Такацуки, девочки, также как и он, мечтающей изменить свой пол. Их одноклассница Саори Тиба дарит мальчику на день рождения дорогое платье, но тот отказывается от него и возвращает подарок. Расстроившись, Саори выбрасывает платье на глазах у Сюити и Ёсино. Сделав короткую причёску, Ёсино в мужской одежде посещает соседний город, где знакомится с взрослой женщиной Юки, поначалу из-за внешнего вида принявшей её за мальчика. Класс Сюити готовится исполнить спектакль «Роза Версаля» для выпускающихся из начальной школы учеников шестого класса. Мальчики дразнят Ёсино после того, как находят у неё упаковку с гигиеническими прокладками, девочка в отместку разбивает одному из них нос. |                                    |                         |
| 2 | 26 мая 2004 года                   | ISBN 978-4-7577-1805-0  |
| Главы 9—17 |                                    |                         |
| Сюити покупает себе женский парик и вместе с Ёсино, в свою очередь переодевшуюся в юношу, по приглашению Юки отправляются к ней домой, где рассказывают о их желании, и, в свою очередь, узнают, что Юки — женщина-транссексуал, ранее изменившая свой пол и сейчас встречающаяся с другом детства Сииной. У двух подростков складываются с двумя взрослыми дружеские отношения, и они начинают регулярно видеться. Рику, однажды наведавшийся в дом Нитори и увидевший Сюити в женской одежде, на следующий день спрашивает у Махо «кто же эта неизвестная ему девочка», однако та сердится из-за того, что брат понравился Сэи больше, чем она сама. Ёсино и Сюити решают меняться личными дневниками; их примеру следуют одноклассницы Саори и Канако. Во время путешествия класса в Никко один из мальчиков дразнит Сюити «за его женственность», и Нитори в сердцах заявляет, что ненавидит таких людей, как он.                     |                                    |                         |
| 3 | 25 декабря 2004 года               | ISBN 978-4-7577-2091-6  |
| Главы 18—25 |                                    |                         |
| Махо успешно проходит кастинг в модельном агентстве и знакомится с двумя коллегами — Анной Суэхиро и Майко. Во время очередного обмена дневниками Ёсино и Сюити один из мальчиков выхватывает его и начинает читать содержимое вслух; разозлённая Ёсино разрывает свой дневник. Сюити знакомится с мальчиком Микото Аригой, также мечтающим изменить свой пол. Махо, Рику, а также Макото и Сюити в женской одежде проводят, гуляя вместе, день, в конце которого Сэя узнаёт, что Сюити и Макото — мальчики. |                                    |                         |
| 4 | 31 августа 2005 года               | ISBN 978-4-7577-2402-0  |
| Главы 26—33 |                                    |                         |
| Сюити признаётся в любви Ёсино, но та отказывает ему, заявляя, что ещё не представляет, что такое любовь. В свою очередь Саори высказывает мальчику свои симпатии, и уже Сюити отвергает их. В результате этого к окончанию учебного года многие из друзей Сюити ругаются между собой. |                                    |                         |
| 5 | 26 июня 2006 года                  | ISBN 978-4-7577-2825-7  |
| Главы 34—41 |                                    |                         |
| После перехода в среднюю школу Сюити, Ёсино, Канако, Саори и Макото оказываются в одном классе. Они знакомятся с Тидзуру Сарасиной и её подругой Момоко Сираи. Театральный кружок решает поставить спектакль, где подростки будут играть роли персонажей, противоположных им по полу. Сюити и Саори пишут свою версию «Ромео и Джульетты», где Ромео хочет стать девочкой, а Джульетта мальчиком. Ёсино переживает из-за роста груди и говорит Сюити, что хочет быть такой же «плоской», как и он. |                                    |                         |
| 6 | 26 февраля 2007 года               | ISBN 978-4-7577-3352-7  |
| Главы 42—49 |                                    |                         |
| Школьники распространяют среди друзей специальные приглашения на школьный фестиваль, во время которого будет показана постановка «Ромео и Джульетта». Путём жеребьёвки роль Ромео получает Саори, Джульетты — Макото, а рассказчиком выступает Сюити. Ниторин и Ёсино в одежде противоположного пола в очередной раз проводят время вместе; после этого Сюити решает примерить нижнее бельё своей сестры и делает это, однако Махо, узнавшая о произошедшем, злится на брата и выбрасывает вещи. Спектакль, прошедший в школе, получает одобрительные отклики зрителей. |                                    |                         |
| 7 | 25 декабря 2007 года               | ISBN 978-4-7577-3928-4  |
| Главы 50—57 |                                    |                         |
| Театральный кружок принимает Саори и Сюити за их версию «Ромео и Джульетты». У Сюити проступают подростковые прыщи, Анна помогает ему подобрать подходящий лосьон, после этого они начинают встречаться. Саори, узнавшая об этом, перестаёт ходить в школу, однако Ёсино удаётся переубедить девушку. После школьной поездки на снежные вершины несколько учеников заболевают. |                                    |                         |
| 8 | 25 октября 2008 года               | ISBN 978-4-7577-4499-8  |
| Главы 58—65 |                                    |                         |
| Начинается второй год в средней школе. Анна и Сюити продолжают встречаться; Ниторин примиряется с Симпэем Дои, мальчиком, дразнившем его в детстве. Ёсино в течение нескольких дней посещает школу в мужской униформе, поскольку, по её же словам, женскую она ненавидит. Сюити же приходит в школу в парике и юбке — поначалу его и правда принимают за девочку. |                                    |                         |
| 9 | 25 июля 2009 года                  | ISBN 978-4-7577-4995-5  |
| Главы 66—73 |                                    |                         |
| Высмеянный другими учениками, Сюити перестаёт ходить в школу. Его родители беспокоятся за мальчика, а сестра опасается насмешек со стороны одноклассников. Анна пытается разобраться в своих чувствах к Сюити после произошедшего и ищет совета у Майко. |                                    |                         |
| 10 | 25 марта 2010 года                 | ISBN 978-4-0472-6412-0  |
| Главы 74—82 |                                    |                         |
| Сюити снова начинает регулярно посещать школу, но к тому времени Анна перестаёт с ним встречаться. В школе снова готовится фестиваль, и Сюити решает снова написать сценарий для спектакля и стать его режиссёром. Во время фестиваля Анна просит у Сюити прощение за расставание, а мальчик утверждает, что всё ещё любит её. |                                    |                         |
| 11 | 24 декабря 2010 года               | ISBN 978-4-0472-6940-8  |
| Главы 83—91 |                                    |                         |
| Начинается новый, последний, год обучения Сюити и его ровесников в средней школе. У мальчика начинает грубеть голос; он в очередной раз меняет свою причёску и состригает отращенные волосы. Тидзуру и Момоко примиряются после ссоры. Группа школьников, включая главных героев, отправляется на экскурсию в Киото и Нару. Саори высказывает Сюити предположение, что Ёсино нравится их учитель-мужчина. Ёсино и Сюити решают участвовать в показе женской одежды. |                                    |                         |
| 12 | 24 сентября 2011 года              | ISBN 978-4-04-727529-4  |
| Главы 92—99 |                                    |                         |
| В ходе показа мод Сюити и Ёсино выходят на подиум в платьях, держась за руки. На День Святого Валентина Махо делает шоколад в подарок Рику, Ёсино дарит шоколад Саори, а Сюити дарит Анне небольшой шоколадный торт, а в ответ получает парное кольцо. Сюити и её друзья сдают вступительные экзамены в старшую школу, при этом Сюити проваливает поступление в ту же школу, что Ёсино и Саори, так что решает перекрасить волосы в рыжий. Сюити поступает в школу для мальчиков вместе с Макото и Дои. Саори начинает встречаться с Фумией. Сюити начинает работать официанткой в кафе, а позже раскрывает владельцу, что она является трансгендером. |                                    |                         |
| 13 | 25 мая 2012 года                   | ISBN 978-4-04-728068-7  |
| Главы 100—107 |                                    |                         |
| Во время работы Сюити знакомится с Дзёгасаки, видевшей его и в костюме официанта, и в одежде официантки. Дзёгасаки просит Сюити помочь и рассказать о своем выборе для романа, который она пишет. Сначала Сюити помогает ей, но потом отказывается быть объектом исследования. Оставив работу в кафе на какое-то время Сюити устраивает туда Дзёгасаки в качестве официантки. Ёсино приглашают в модельное агентство, но Анна предлагает вместо этого присоединиться к её модельному агентству. Позже при встрече с президентом агентства Анны тот говорит, что Ёсино стоит больше показывать своё тело. |                                    |                         |
| 14 | 25 февраля 2013 года               | ISBN 978-4-04-728696-2  |
| Главы 108—115 |                                    |                         |
| Сюити и Макото отправляются в океанариум вместе с Ёсино и Саори. Ёсино признаётся, что в последнее время она уже не так и против ношения юбок. Сюити возвращается на работу в кафе. Ёсино проходит просмотр и начинает работу в модельном агентстве Анны. Анна начинает ревновать Сюити к другим девушкам. Макото одевается девушкой и впервые отправляется гулять в этом виде в одиночестве. Перед летними каникулами Макото берёт перерыв от школы, а затем предстает перед своей матерью как трансгендерная девушка. Сюити не уверена, стоит ли им с Анной и дальше встречаться, так как Анна становится публичной фигурой, но однажды когда она провожала Анну домой, они целуются. |                                    |                         |
| 15 | 28 августа 2013 года               | ISBN 978-4-04-729101-0  |
| Главы 116—123 |                                    |                         |
| Ёсино осознаёт, что в последнее время желание стать мальчиком её уже не посещает. Сюити начинает ходить на свидания с Анной, одеваясь как девочка. В то же время Сюити осознаёт, что становится более мужественной и начинает задумываться о том, что, возможно, она тоже откажется от своей трансгендерной идентичности. Сюити вновь начинает общаться с Дзёгасаки и вскоре оставляет работу в кафе. Она решает написать полуавтографический роман. После того, как Ёсино не удаётся долгое время видеться с Сюити, она осознаёт, что любит её. Позже Ёсино признаётся Сюити в своих чувствах и говорит, что больше не хочет быть мальчиком. Перед выпускным герои собираются на встречу одноклассников. Ёсино продолжает работать моделью. Сюити говорит Анне, что хочет сделать операцию по смене пола, и Анна остаётся с ней. По окончании школы Сюити вместе с Дои поступает в один колледж и продолжает писать роман «Я — девушка». |                                    |                         |

### Аниме
| Персонаж         | Сэйю             |
| ---------------- | ---------------- |
| Сюити Нитори     | Косукэ Хатакэяма |
| Ёсино Такацуки   | Асами Сэто       |
| Саори Тиба       | Юка Нанри        |
| Канако Саса      | Ёсино Нандзё     |
| Макото Арига     | Юити Игути       |
| Тидзуру Сарасина | Саэко Тиба       |
| Момоко Сираи     | Аки Тоёсаки      |
| Махо Нитори      | Нана Мидзуки     |
| Рику Сэя         | Ёсицугу Мацуока  |
| Анна Суэхиро     | Юи Хориэ         |
| Фумия Ниномия    | Каору Мидзухара  |
| Хироюки Ёсида    | Такако Хонда     |
| Сиина            | Кэйдзи Фудзивара |
| Симпэй Дои       | Хироюки Ёсино    |

Аниме-сериал, являющийся адаптаций манги, создан компанией AIC; его трансляция началась 13 января и закончилась 31 марта 2011 года в программном блоке noitaminA телевизионной сети Fuji Television, целевой аудиторией которого являются преимущественно девушки и молодые женщины. В рамках блока было показано 11 эпизодов. Повторная трансляция прошла и на других телеканалах сети Fuji Network — BS Fuji, Kansai TV и Tokai TV.
О планах по созданию аниме было объявлено в марте 2010 года. Сюжет сериала не затрагивает начала манги и рассказывает о событиях, происходящих после перехода Сюити и Ёсино, главных героев, в среднюю школу. Компания Aniplex выпускала DVD и Blu-ray диски с сериалом в период с 27 апреля по 21 сентября 2011 года. При этом на дисках содержатся полные 10-й и 11-й эпизоды, которые при трансляции в блоке Noitamina были объединены в один (некоторые сцены вырезаны).
Режиссёром аниме стал Эй Аоки, автором сценария — Мари Окада. Дизайном персонажей на основе работы Такако Симуры занимался Рюити Макино, главным аниматором выступил Митио Сато. Музыка написана Сатору Косаки и Кэйити Окабэ, звукорежиссёром стал Дзин Акэтагава. Для четырнадцатилетнего Косукэ Хатакэямы и семнадцатилетней Асами Сэто озвучивание Сюити и Ёсино соответственно стало дебютом в качестве сэйю.
Открывающая композиция сериала «Itsudatte» (яп. いつだって Ицудаттэ, «Когда угодно») исполнена певцом Дайсукэ, а закрывающая «For You» — певицей Rie fu; релизы синглов состоялись 2 марта и 16 февраля 2011 года соответственно. Аниме было доступно для онлайн-просмотра на сайте ресурса потокового вещания Crunchyroll.
| 1 | What are Little Girls Made Of? ~Roses are red, violets are blue~ «Onna no Kotte, Nande Dekiteru? ~Roses are red, violets are blue~» (おんなのこって、なんでできてる？～Roses are red, violets are blue～) | 13 января 2011 года   |
| Сюити Нитори, мальчик, мечтающий стать девочкой, и Ёсино Такацуки, девочка, мечтающая стать мальчиком, начинают учебный год в средней школе. На протяжении серии персонажи вспоминают о своём недавнем прошлом: как Такацуки отказалась от предложения Нитори встречаться с ним, поскольку ещё не была готова к любви; об их увлечениях и привычках. В первый день занятий Тидзуру Сарасина, сверстница главных героев, ради интереса приходит в школу в мужской униформе, чем вызывает у Ёсино восхищение. Сюити, застуканный Махо (сестрой) дома в её платье, в слезах убегает на улицу. На мосту он встречает Ёсино, которая успокаивает мальчика и поддерживает его. | |                       |
| 2 | Hate, Hate, Despise ~Cry baby cry~ «Kirai, Kirai, Daikirai ～Cry baby cry～» (きらい きらい 大嫌い～Cry baby cry～)                                                                                       | 20 января 2011 года   |
| Ученики распределяются по местам за партами и школьным кружкам: Саса раздумывает, куда же пойти: в кружок волейболистов вместе с Саори или кружок баскетболистов вместе с Такацуки, — обе девушки являются её подругами. Отношения между самими Саори и Такацуки после долгого времени, вызванного конфликтом по поводу Сюити — первая призналась мальчику в любви сразу после того, как тот признался в любви второй, начинают налаживаться. | |                       |
| 3 | Romeo and Juliet ~Juliet and romeo~ «Romio to Jurietto ~Juliet and romeo~» (ロミオとジュリエット～Juliet and romeo～)                                                                                     | 27 января 2011 года   |
| Ёсино переживает из-за того, что на уроке физкультуры преподаватель при всех попросила её ходить в школу в лифчике, однако выполняет эту просьбу. Классный руководитель предлагает своим ученикам написать сценарий для предстоящего школьного культурного фестиваля, Сюити и Саори задумывают сюжет по мотивам произведения Уильяма Шекспира, в котором Ромео хочет стать девочкой, а Джульетта — мальчиком, при этом по их задумке все мужские роли должны исполнять девочки и наоборот. Их учитель даёт добро на создание сценария. Сюити и Макото начинают переживать из-за того, что вскоре (в связи с половым созреванием) их голоса начнут грубеть, поэтому они решают записать их на мобильный телефон дома у первого, причём сделав это от имени девочек. | |                       |
| 4 | I'll Give You My Name ~The sound of Your Name~ «Watashi no Namae o Ageru ~The sound of Your Name~» (私の名前をあげる～The sound of Your Name～)                                                           | 3 февраля 2011 года   |
| У школьников проходят спортивные занятия в бассейне. Анна Суэхиро, подруга Махо, находясь в гостях у Нитори, отбирает у Сюити черновой вариант пьесы и читает его вслух, доводя мальчика до слёз. Чувствуя вину, она через некоторое время дарит ему необычный брелок для телефона. Такацуки навещает транс-женщину Юки, с которой некоторое время не виделась. Вскоре после этого девочка решает купить обтягивающее бельё, чтобы визуально скрыть свою растущую грудь. Ёсино предлагает Сюити помощь в написании сценария «Ромео и Джульетты», намереваясь создать «лучшую пьесу в мире». На следующий же день классный руководитель объявляет о поиске среди учеников добровольцев для помощи в работе над сценарием: помимо Такацуки соглашаются принять участие Тидзуру, Момоко, Канако и Макото. Саори посещает церковь и просит у бога, чтобы роль Ромео досталась ей, а роль Джульетты — Сюити. | |                       |
| 5 | The End of Summer ~Long, long shadow~ «Natsu no Owari ni ~Long, long shadow~» (夏の終わりに～Long, long shadow～)                                                                                         | 17 февраля 2011 года  |
| Фумия Ниномия, пришедший на празднование дня рождения Саори, в присутствии одноклассников, вызвавшихся помочь в подготовке сценария, впервые увидев Сюити, но зная о нём от Тибы, восклицает, что «этот тот самый Нитори, который носит женскую одежду», тем самым раскрывая перед теми, кто ещё не знал, правду. Сюити в разговоре с Макото признаёт, что не беспокоится об этом и уверен, что никто из друзей не раскроет его тайну кому-либо. Работавшие над сценарием отмечают окончание работы запуском фейерверков. После летних каникул школьники возвращаются к учёбе. В результате жеребьёвки роль Ромео достаётся Саори, а роль Джульетты — Макото. После этого Саори решает изменить сценарий, «убив в нём побольше персонажей», но в итоге отказывается от этой идеи. Школьники начинают репетиции спектакля.                                                                               | |                       |
| 6 | Cultural Festival ~Dream of butterfly~ «Bunkasai ~Dream of butterfly~» (文化祭～Dream of butterfly～) | 24 февраля 2011 года  |
| Начинается школьный культурный фестиваль. Мероприятие вместе с Анной Суэхиро посещает популярная модель Майко, чем вызывает ажиотаж вокруг своей персоны. Сюити, Макото и другие одноклассники проводят время перед выступлением в «комнате страха». Постановку «Ромео и Джульетты» посещают Юки и Сиина; спектакль вызывает одобрительную реакцию публики и срывает бурные аплодисменты. | |                       |
| 7 | Rosy Cheeks ~Growing pains~ «Barairo no Hoho ~Growing pains~» (薔ば薇ら色の頬～Growing pains～) | 3 марта 2011 года     |
| Благодаря успеху постановки «Ромео и Джульетты» Ниторина и Саори приглашают в школьный драматический кружок. Сюити предлагает Анне Суэхиро с ним встречаться, на что девушка соглашается. Такацуки узнаёт об этом и рассказывает Саори: расстроенная этим фактом девушка перестаёт ходить в школу, Ёсино приходится носить ей домой задания. Между Ёсино и Саори постепенно налаживаются отношения. | |                       |
| 8 | Spring ~Brand new me~ «Haru ~Brand new me~» (春～Brand new me～) | 10 марта 2011 года    |
| Начинается новый учебный год. Саори снова начинает посещать школу. Симпэй Дои, в младшей школе не раз обижавший Сюити, предлагает ему свою дружбу. Ёсино меняет стиль причёски на «мужской» и даже планирует начать ходить в школу в мужской форме. Макото высказывает сомнения в искренности отношений Ниторина и Суэхиро, поскольку они до этого ещё ни разу не целовались. По идее Анны на следующее свидание Сюити приходит в женской одежде; при этом девочка для компании приглашает и Саори с Ёсино. | |                       |
| 9 | Cool Girlfriend ~Green eye~ «Kakkoii Kanojo ~Green eye~» (かっこいい彼女～Green eye～) | 17 марта 2011 года    |
| Как у девушки Сюити, Такацуки спрашивает у Анны разрешение на общение с ним. К удивлению преподавателей и соучеников Ёсино приходит в школу в мужской форме. Дои, пожелавший встретиться с женщиной, которую ранее видел с Сюити, просит Нитори познакомить их; во время встречи у Юки и её мужа дома Симпэй узнаёт, что Юки — транс-женщина, после чего желание общаться с ней у мальчика пропадает. Однажды увидев Сюити в женской одежде, Дои предлагает тому прийти в таком виде и в школу. Несмотря на просьбы Тидзуру и Ёсино этого не делать, Сюити решается и вызывает своим поступком всеобщее удивление. | |                       |
| 10/11 | 10 + 11 ~Better half~ | 24 марта 2011 года    |
| После произошедшего Анна долго переживает и в итоге решает порвать отношения с Сюити. Классный руководитель отчитывает Сюити, а также Ёсино и Тидзуру за то, что они приходили в школу в одежде, принятой для противоположного пола. В школе Сюити сталкивается с травлей. Он говорит Дои, что ненавидит его и что больше никогда не придёт в школу в женской одежде. Класс Сюити решает снова поставить спектакль, в котором опять мальчики и девочки обменяются ролями. По предложению Саори за основу берётся сценарий, который Сюити написал в предыдущем учебном году. | |                       |
| 10 | They Only Laughed at Me ~Black sheep~ «Boku Dake Warawareta ~Black sheep» (ぼくだけ笑われた～Black sheep～)                                                                                               | 24 августа 2011 года  |
| 11 | Confession ~Each season~ «Kokuhaku ~Each Season~» (告白～Each season～) | 21 сентября 2011 года |
| 12 | Where the Wandering Son Goes ~Wandering son's progress~ «Hōrō Musuko wa Doko Made mo ~Wandering son's progress~» (放浪息子はどこまでも～Wandering son's progress～)                                       | 31 марта 2011 года    |
| На очередной культурный фестиваль классы готовят свои программы. В разговоре с Анной Сюити признаётся, что ещё любит её. Наблюдая признание Сюити из окна школы, Саори заявляет, что он — «совершенно обычный мальчик», на что Ёсино возражает. Начинается культурный фестиваль; класс Сюити играет постановку: мальчик замечает, что у него начал грубеть голос. | |                       |

## Критика и награды

### Манга
На десятом фестивале Japan Media Arts, прошедшем в 2006 году, манга Wandering Son была включена жюри в список рекомендуемых работ. По мнению Мэтта Торна, переводчика манги на английский язык, поклонники «Ани из Зелёных Мезонинов» и «Розы Версаля» будут также наслаждаться и Wandering Son. Торн описал рисовку как «чистую и прекрасную», а само произведение назвал «приятным» и «заставляющим задуматься».
| <…>Я думаю, что она [манга] найдёт отклик у читателей вне зависимости от их гендерной идентичности или сексуальной ориентации. Оригинальный текст (англ.) I think it will resonate with readers regardless of their gender identity or sexual orientation. — Мэтт Торн |

Обозреватель сайта Anime News Network Карло Сантос похвалил серию за использование темы изменения пола как «сердца истории» в отличие от «каждой другой серии», где подобное используется как «глупый сюжетный ход». Стиль рисовки он назвал «простым, в несколько штрихов, но невероятно выразительным», при этом являющимся «стилем, наиболее трудным и красивым из всех». Тем не менее он подверг критике «эмоциональный реализм» работы за то, что «молодые персонажи проявляют нереально зрелое отношение» к «проблемам выше их уровня». В числе минусов произведения «слишком взрослое» поведение детей отметила в своей рецензии и Ребекка Сильверман, в то же время она похвалила Симуру за медленный темп повествования, придающий манге «более реалистичный вид».
Карл Кимлингер в своей рецензии сравнил Wandering Son с Aoi Hana, другой мангой Такако Симуры: по его мнению, в Wandering Son автор подошла к описанию вопроса гендерной идентичности с теми же откровенностью и серьёзностью, с которыми в Aoi Hana она подошла к теме гомосексуальности. По мнению обозревателя сайта Comic Book Resources Брайана Кронина, работа Симуры жизненна и экспрессивна, а читатель действительно чувствует боль, через которую приходиться проходить главному герою. По словам рецензента манги Майкла Смита, данная история «утончённа, проста, пикантна и невинна». Он также выразил сожаление, что, из-за «ненагромождённой» рисовки Симуры с минимизацией изображения задних планов, чтение Wandering Son происходит слишком быстро. Журналист Джейсон Томпсон в своей колонке «House of 1000 Manga» на сайте Anime News Network разделил мнение американского издателя манги Fantagraphics Books, позиционирующего Wandering Son как наиболее реалистичную мангу о проблемах транссексуалов среди всех, когда-либо публиковавшихся на английском языке.
В 2012 году первый том Wandering Son, переведённый на английский язык, был номинирован на Премию Айснера в категории «Лучшее американское издание зарубежной работы — Азия» (англ. Best U.S. Edition of International Material — Asia), а ассоциацией Young Adult Library Services назван одним из десяти лучших графических романов для подростков (Great Graphic Novels for Teens). Кроме того, Wandering Son первой из манг в 2012 году попала в число рекомендуемых для читателей возрастом до 18 лет произведений ЛГБТK-тематики, список которых Американская библиотечная ассоциация составляет ежегодно, начиная с 2008 года.
Обозреватель Comic Book Resources Беатрис Вири назвала концовку манги спорной в связи с финалом истории Ёсино.

### Аниме-сериал
В телевизионном рейтинге аниме-сериалов, чья трансляция впервые прошла зимой 2011 года, Wandering Son поделил пятое место с другим сериалом блока noitaminA — Fractale: максимальная аудитория каждого из них составила 2,1 % от общего числа зрителей, средняя — 1,7 % При этом было зафиксировано, что именно при трансляции этих сериалов блок noitaminA имел самые низкие рейтинги за последние годы. Продюсер проекта Кодзи Ямамото взял на себя ответственность за низкие рейтинги, при этом заявив, что они не связаны с качеством двух работ.
По словам Бамбу Донг, первый эпизод Wandering Son стал «одним из лучших дебютов среди аниме-сериалов, выпущенных за последние пять лет»; сам сериал она назвала «произведением искусства, которое нелегко забыть». Джиа Менри отметила высокое качество анимации, однако назвала «смущающим» тот факт, что головы персонажей освещены «вне зависимости от того, находятся ли они на солнце или в совершенно тёмной спальне». По её мнению, экранизация «имеет чувство собственного стиля, и этот стиль хорошо подходит к истории».
Обозреватель сайта Mania.com Крис Беверидж оценил визуальные эффекты сериала как «великолепные». По мнению Карло Сантоса, «тонкий акварельный стиль» рисовки словно перешёл в сериал со страниц манги. Музыкальное сопровождение аниме Терон Мартин называл «нежным». Энди Хэнли, рецензент сайта UK Anime Network, поставил аниме-сериалу оценку «9» по десятибалльной шкале. По его мнению это — «красивая драма, заслуживающая похвалы в свой адрес», и которая «обязательна к просмотру». Однако некоторые критики высказали мнение, что сериал понравится не всем поклонникам аниме.
В 2012 году на 65-й церемонии вручения премии Общества инженеров кино и телевидения Японии аниме-сериал за технические достижения был удостоен поощрительного приза в категории анимационных телевизионных трансляций.

## Комментарии
1. ↑  Возраст сэйю на момент начала трансляции аниме-сериала.